# Tom i Jerry: Magiczna fasola
Tom i Jerry: Magiczna fasola (ang. Tom and Jerry's Giant Adventure) – amerykański film animowany, w którym występują Tom i Jerry oraz inne klasyczne postacie z kreskówek. Treść nawiązuje do popularnej angielskiej baśni Jaś i magiczna fasola.

## Obsada
- William Hanna – Tom, kot
- Amy Winfrey – Jerry, mysz
- Jacob Bertrand – Jack Bradley
- Garrison Keillor – narrator / farmer O’Dell
- Tom Wilson – pan Bigley / olbrzym Gigantus
- Kath Soucie – Tuffy
- Joe Alaskey – Droopy
- Paul Reubens – Wiewiór
- Grey DeLisle – pani Bradley /  wróżka Czerwona
- Richard McGonagle – niedźwiedź Barney
- Phil LaMarr – Spike
- John DiMaggio – Meathead Dog